# 唐代三夷教
唐代三夷教是指於唐朝時期在中國傳佈的三種發源於西亞的宗教，受到唐王朝的認可和保護，興盛一時。

## 背景
「唐代三夷教」包括：
- 瑣羅亞斯德教（祆教）
- 基督教東方教會（景教）
- 摩尼教（明教）

祆教最初傳入中國應是在南北朝初期，景教和摩尼教則都是唐朝始入中原，三支宗教無疑皆是透過絲綢之路經中亞地區傳入大唐。唐朝第二代皇帝太宗李世民於貞觀十三年（639）率兵出擊高昌王麴文泰，其子麴智盛即位後歸屬唐王朝，唐朝於高昌設置安西大都護府以便管理。此後直到唐玄宗開元之治，唐朝盛世達到頂峰，開明的制度和對宗教的包容為不同文化的傳播匯集打開門戶。當時的國際都城長安人口超過一百萬，胡風大盛，充滿異國情調。街市可見印度幻術師、波斯舞者、歌手、樂師、酒肆胡姬、異域美食，馬球一類活動在宮廷非常流行，貴族女子亦鍾意馭馬出行。在這樣的背景下，唐朝自然成為三夷教傳播的最佳時期。
然而，三夷教在9世紀唐武宗會昌毀佛時期同受打擊，從此漸漸退出中國歷史舞臺。不過，它們的影響於不同時期仍然若隱若現。特別是摩尼教在後期轉入民間祕密流傳，與佛教、道教、民間信仰融合混雜。2008年發現的福建省《霞浦文書》，大概成書於明淸之際。如今在霞浦縣有專門的法師保存這些明教科儀書（即經咒和宗教儀式書籍），表明霞浦明教改頭換面，以一種中國民間信仰的形式流傳至今。

## 概述

### 祆教

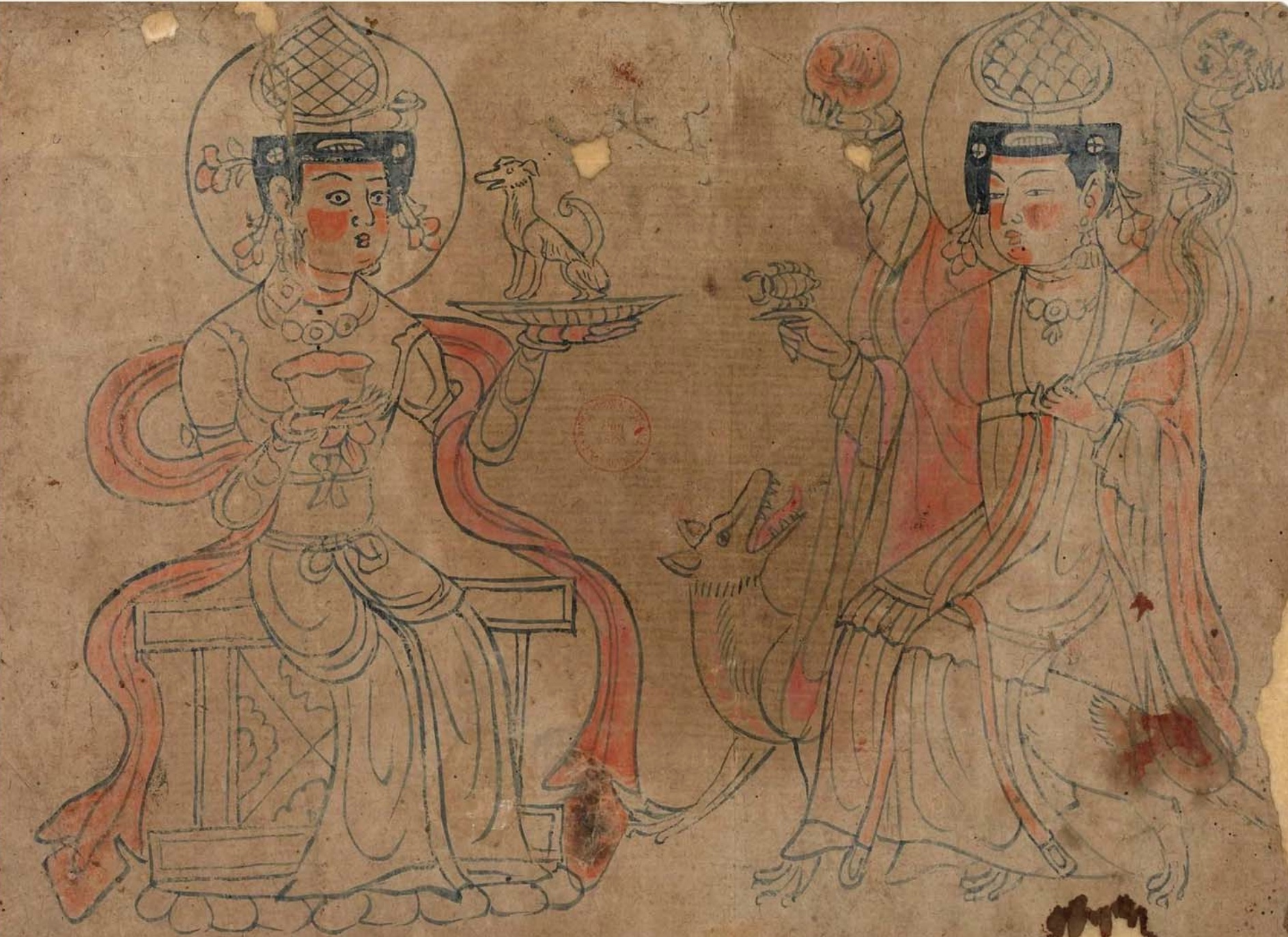
10世紀《粟特神祇白畫》，出自敦煌，是用於賽祆的紙本神像。

發源於波斯的瑣羅亞斯德教在古代中國稱作祆教、火祆教，俗稱拜火教，這支宗教曾是阿契美尼德帝國、安息帝國與薩珊帝國的國教，盛極一時。陳垣在其著作《火祆教入中國考》中認為祆教最早名聞中國是始自北魏南梁時期，即公元6世紀初，北魏靈太后所祀之胡天神就是祆神；林悟殊則認為祆教於5世紀中葉已傳入中國；榮新江考證各種文獻資料後，認為其入華時間應在4世紀初。祆教對自身廟宇的稱呼與其他宗教不同，其他宗教一般稱「寺」，祆教稱「祠」，最早的祆祠是西京布政坊西南的祆祠。祆教還有別於其他宗教的一點是教徒在中國並不傳教，也不翻譯經書，因而信徒只有胡人沒有漢人。由出土粟特人的墓誌銘可知，隋唐時期設有「薩保」（亦作「薩寶」）官職，音譯自粟特語，本意是「商隊首領」，多為粟特祆教徒擔任，專門管理在中原地區居住的西域胡人以及其宗教活動。該教於在華粟特人中尤其盛行，唐朝五代時的敦煌就有粟特人擧辦的賽祆大會。唐武宗會昌毀佛時期，祆教同受打擊，於宋朝之後在中國消失。現今中國祆教藝術主要可以從出土的粟特人墓葬中看到。

### 景教
景教是基督教東方教會傳入中國以後的名稱，這派教會歷來被誤認為是聶斯脫里派。因其教座設於波斯薩珊帝國，所以初入唐帝國時稱大秦教、波斯經教，最終才定名景教。據大秦景教流行中國碑所載，唐太宗貞觀九年（635），大秦國有大德阿羅本攜帶經像來到長安，太宗派宰相房玄齡至西郊迎賓入內。考查教義後，太宗下令在義寧坊造大秦寺一所，也就是景教寺院，並在房玄齡、魏徵的協助下開始譯經工作。此後，景教在中國順利發展了150年，一度有「法流十道，寺滿百城」的盛況。阿羅本還於唐高宗時獲封「鎭國大法主」；據《尊經》所載，波斯僧景淨於公元8世紀漢譯了35部景教經文。直到唐武宗發起會昌毀佛，景教亦受連纍而迅速衰落。該教第二次大擧入傳中國則要等到元朝建立之後，但於明朝時再度消亡。景教遺留下的藝術品不多，現有藏經洞基督像絹畫和高昌景教寺院壁畫傳世。此外，還有景教徒帶有雕刻裝飾的墓碑、景教銅牌（銅十字架和其他造形的衣袍裝飾件）等。

### 摩尼教

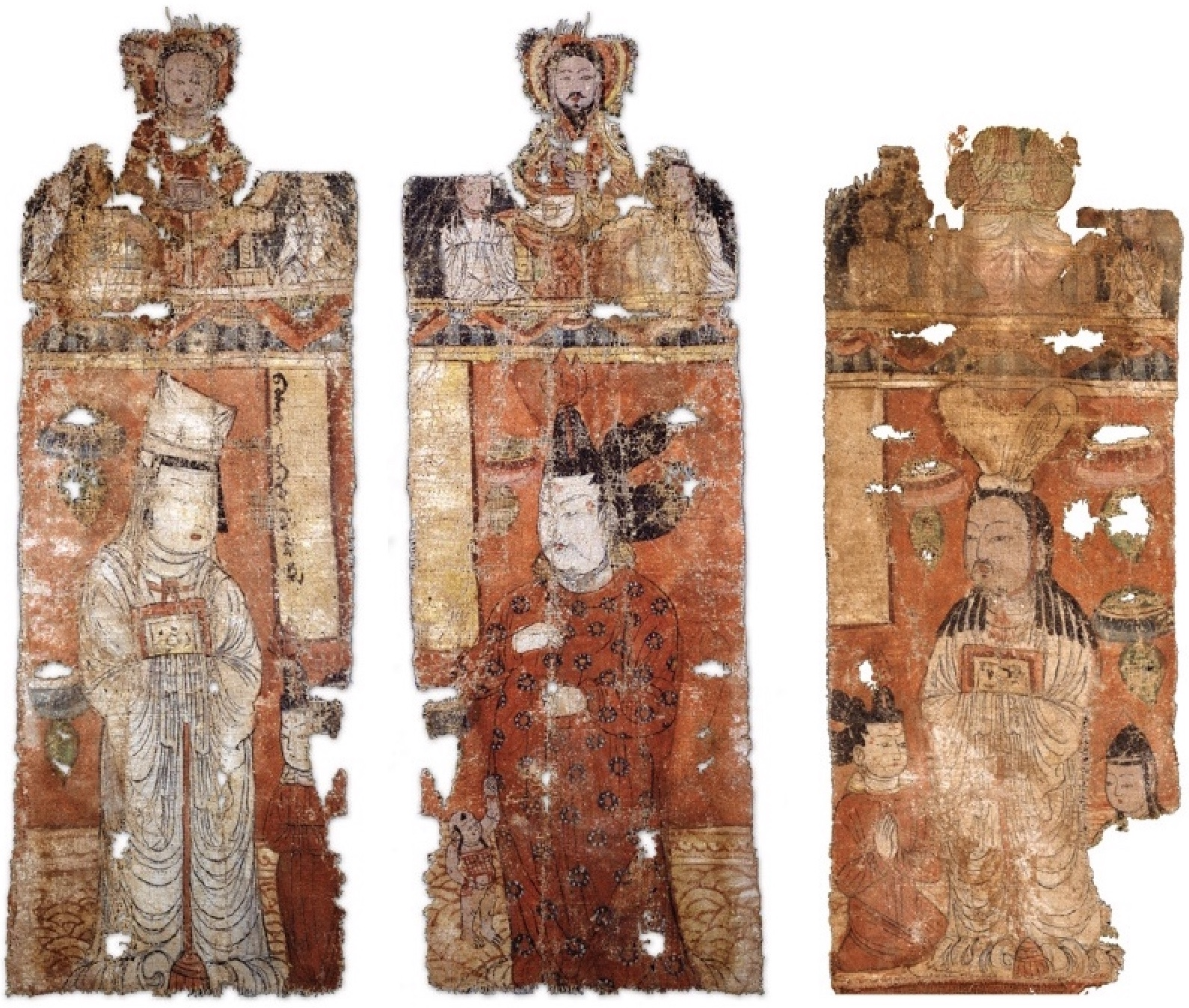
10世紀高昌摩尼教繪幡「MIK III 6286」和「MIK III 6283」，頂部繪有光明童女、耶穌坐像，下方是摩尼教選民像。

摩尼教是發源於薩珊帝國境內的一種諾斯底宗教，於公元3世紀由波斯人摩尼所創，歷來被視為基督教的一門異端教派。據《佛祖統紀》所載，武則天延載元年（694），波斯人拂多誕持摩尼教經書來朝。摩尼教中的女性地位甚高，武則天可能因此對其產生好感而優待摩尼教。後因所譯經書《摩尼光佛教法儀略》借用大量佛教術語被唐玄宗判定為「本是邪見，妄稱佛教，誑惑黎元」而遭到禁斷。安史之亂後，回鶻牟羽可汗立摩尼教為國教。憑藉回鶻的政治實力，該教開始在中原地區廣泛傳播，並建立摩尼教寺院「大雲光明寺」。直到唐武宗會昌毀佛，摩尼教亦受連纍而被禁。該教此後轉向中國南方沿海地區，如閩浙一帶，在民間祕密流傳，並漸與其他宗教結合，歷五代宋元仍不衰。宋朝以後改稱明教，被當時的統治者斥為「食菜事魔」。「食菜」是因摩尼教拒絕葷腥，但其教徒並非只食蔬菜，於他們而言，瓜果才是最理想的食物。「事魔」則是敵視摩尼教的人對其之貶稱，言其事奉妖魔。但其實該教的修持非常嚴格，除了堅持素食外，陳垣亦指出：「摩尼教治己極嚴，待人極恕，自奉極約，用財極公，不失為一道德宗教。」因而該教曾頗受民衆歡迎。摩尼教還很重視經圖並列的宣教方式，教主摩尼不僅親自撰寫正典七經，還親手繪製《大二宗圖》。現今傳世的摩尼教藝術品，如手稿插圖、繪幡、壁畫、絹畫掛軸等，用色鮮豔，華麗耀目。

## 補說
除了三夷教之外，伊斯蘭教亦於唐朝時傳播到中國。根據中國穆斯林的傳統說法，穆罕默德的舅父賽義德·本·阿比·瓦卡斯出使中國謁見唐高宗，位於廣州的唐朝淸眞寺懷聖寺的修建就與他有關。

## 另見
祆教相關條目
- 祆神樓
- 粟特神祇白畫
- 中國粟特人墓葬列表

景教相關條目
- 藏經洞基督像
- 高昌景教寺院壁畫
- 聶斯托留十字架
- 景教文物
- 景教典籍

摩尼教相關條目
- 摩尼教文獻
- 摩尼教藝術
- 草庵摩尼教寺院